# Mesoleptus tenellus
Mesoleptus tenellus là một loài tò vò trong họ Ichneumonidae.